# Maria de Fonseca
Maria de Fonseca, född cirka 1845, död efter 1892, var drottning av kungariket Yeke som huvudhustru till kung Msiri, som regerade 1856–1891.
Maria de Fonseca var dotter till afro-portugisiska föräldrar i Portugisiska Angola. Hennes bror Coimbra var en köpman som försåg Msiri med krut från västkusten, som utgjorde grunden för hans maktinnehav. Äktenskapet arrangerades av politiska skäl. Hon beskrivs som hans favorithustru och huvudhustru. 
Hon var omkring 45 när Stairsexpeditionen till Katanga anlände under befäl av William Grant Stairs 1891 för att annektera riket för Leopold II av Belgien. Maria och hennes bror Coimbra fick reda på planen i samtal med belgarna och gav sitt stöd innan expeditionen sköt Msiri efter en konfrontation. Hennes makes adopterade son Mukanda-Bantu tilläts endast bli hövding över ett obetydligt område. 
Maria de Fonseca beslöt att stanna i Katanga efter att hennes bror och belgarna återvände till västkusten. Det är inte bekräftat vad som skedde med henne med detta, men enligt lokal oral historieskrivning blev hon halshuggen med en machete av Mukanda-Bantu, som ansåg att hon hade förrått Msiri till belgarna. 